# Carlos Prates (Belo Horizonte)
Carlos Prates é um bairro, de classe média, da região noroeste de Belo Horizonte. O bairro vem apresentando um ótimo crescimento no ramo comercial e residencial, apresentando até mesmo construções no segmento luxo. É um bairro residencial, tranquilo, com pouca violência e próximo ao centro e a pampulha.

## História
Carlos Prates foi o engenheiro da Prefeitura de Belo Horizonte, tendo assinado em 20 de julho de 1896 a planta do loteamento que daria origem ao bairro de mesmo nome, localizado na região Noroeste. 